# Zilia
Zilia (korziško Ziglia) je naselje in občina v francoskem departmaju Haute-Corse regije - otoka Korzika. Leta 1999 je naselje imelo 212 prebivalcev.

## Geografija
Kraj leži na severozahodu otoka Korzike 91 km jugozahodno od središča Bastie.

## Uprava
Občina Zilia skupaj s sosednjimi občinami Calenzana, Galéria, Manso, Moncale in Montegrosso sestavlja kanton Calenzana s sedežem v Calenzani. Kanton je sestavni del okrožja Calvi.